# تشاك ليو
تشاك ليو (بالإنجليزية: Chuck Leo)‏ هو لاعب كرة قدم أمريكية أمريكي، ولد في 29 أغسطس 1934 في Niagara Falls station (New York, 1978–2016) ‏ في الولايات المتحدة، وتوفي في 7 أكتوبر 2010 في روتشستر في الولايات المتحدة.

## وصلات خارجية
- تشاك ليو على موقع مرجع كرة القدم المحترفة.كوم (الإنجليزية)